# Умм Кульсум бінт Мухаммед
Умм Кульсум бінт Мухаммед (араб. أم كلثوم) — одна з дочок пророка Мухаммеда та Хадіджі. Вона була заручена з другим сином Абу Лахаба Утайбою. Однак за наполяганням Абу Лахаба, який став одним із головних ворогів Мухаммеда, цей шлюб не відбувся.
Умм Кульсум була одною з перших мусульманок. Разом з іншими вона здійснила переселення (хіджру) з Мекки до Медини. Там після смерті своєї сестри Рукайї, з ініціативи Мухаммеда, вона стала дружиною майбутнього третього праведного халіфа Османа ібн Аффана, одначе дітей у них не було.
Умм Кульсум померла незадовго до смерті Мухаммеда у 630 р.